# 岡崎令治
岡崎 令治（おかざき れいじ、1930年〈昭和5年〉10月8日 - 1975年〈昭和50年〉8月1日）は、日本の生物学者（分子生物学）。広島市白島（現：中区白島）出身。

## 略歴
広島高等師範学校附属中学校（現：広島大学附属中学校・高等学校）2年の時、原子爆弾の黒い雨を浴びた（入市被曝）。その後、山口県立岩国中学校（現：山口県立岩国高等学校）、第五高等学校を経て、1953年、名古屋大学理学部生物学科卒業。発生生物学の山田常雄教授の下で形成体（オーガナイザー）について研究。
1960年、セントルイス・ワシントン大学のジャック・ストロミンジャーとアーサー・コーンバーグの下に留学。スタンフォード大学を経て、1963年、名古屋大学理学部化学教室の鈴木旺教授の講座の助教授として帰国。
1966年、DNAの合成前駆体である短断片（岡崎フラグメント）を発見し、米国科学アカデミー紀要、ならびにコールドスプリングハーバーシンポジウムで発表する。1967年、同分子生物学研究施設教授。1970年、内藤記念科学振興賞受賞。1971年、朝日賞受賞。1972年、岡崎フラグメント間をつなぐRNAを見いだし、DNA非連続合成のモデルを完成させた。
1975年、広島での被爆が原因の慢性骨髄性白血病で米国旅行中に44歳で急逝した。その後、研究は夫人の岡崎恒子（名古屋大学名誉教授、文化勲章受章者）によって引き継がれた。分子生物学の教科書なら必ず記載されている岡崎フラグメントの研究は、日本の分子生物学の金字塔であると言われる。「何が「essential」か、そして「essential」なことを解析するためにはどのような決定的実験をやるべきか。」の名言が残されている。